# ليونا هلمسلي
ليونا ميندي روبرتس هلمسلي (بالإنجليزية: Leona Helmsley)‏ (مواليد 4 يوليو 1920 - الوفاة 20 أغسطس 2007) سيدة أعمال أمريكية، عرفت بانها شخصية لامعة، كانت ذات سمعة وسلوك استبدادي، مما أدى لتلقبيها بلقب ملكة الخسة. أسست مجموعة «سيلفرشتاين بيبر» بالشراكة مع «جويس بيبر» الذي أقنعها بتلقيب نفسها بملكة فندق البلاط الملكي.
بعد اداعاءات من مقاولين لم يدفع لهم بأن اجر العمل الذي انجز في منزلها ضمن من قبل شركتها، تم التحقيق بشأنها وظهر أنها أدينت بالهروب من دفع الضرائب الفدرالية وغيرها من الجرائم في عام 1989. حكم عليها 16 عام في السجن وكانت هيلمسلي مطلوبة لقضاء 19 شهراً في السجن وشهرين أخرين تحت الإقامة الجبرية. خلال المحاكمة: شهدت مدبرة المنزل السابقة بأنها سمعت هلمسلي تقول: «نحن لا ندفع الضرائب فقط الناس الأغبياء هم من يدفعوها» فأصبحت هذه المقولة سيئة السمعة ملازمتها طيلة حياتها.

## السيرة الذاتية
ولدت ليونا ميندي روزنثال في مدينة ماربل تاون في نيويورك. ... انتقلت عائلتها إلى بروكلين وهي لاتزال طفلة، حيث أنها انتقلت ست مرات قبل أن تستقر في منهاتن. انسحبت من مدرسة أبراهام لينكون للسعي وراء ثروتها غيرت اسمها عدت مرات في وقت قصير من لي روبرتز ألى ميندي روبرتز إلى ليني روبرتز. وأخيرا قررت اسم ليونا ميندي روبرتز. غريت اسم عائلتها إلى روبرتز قانونياً. انسحبت من مدرسة أبراهام لينكون لتسعى وراء ثروتها. ظهرت هلمسلي في لوحة إعلان للسجائر، لكن دعوها لا تزال غير مؤكدة.
كان زوجها الأول المحامي ليو بانزيرير الذي تطلقت منه عام 1952. كان لديهم ابن واحد فقط يدعى جاي (1940-1982) كان لديه 4 أطفال من زوجتة ميمي. تزوجت ليونا مرتين وتطلقت من زوجها الثاني جوش لوبين تنفيذي صناعة الملابس. بعد فترة قصيره قضتها في مصنع الخياطة انضمت إلى شركة نيويورك العقارية، حيث أصبحت في نهاية المطاف نائبة للرئيس.

## المهنة كصاحبة فندق
كانت ليونا روبرتز مندوبة مبيعات العقارات في عام 1964 عندما استأجرها ابي هيرشفيلد لتجلس في بهو الفندق وتبيع التعاونيات في 925 بارك افنيو في نيويورك. وكانت وسيط عمارات في عام 1968 عندما التقت وبدأت مشاركتها مع المليونير صاحب المشروع العقاري الذي تزوجته هاري هلمسلي.. في عام 1970، انضمت إلى واحدة من شركات الوساطة لبراون هاري هلمسلي، وهاريس، ستيفنز كونها نائبة الرئيس. في ذلك الوقت، كانت بالفعل مليونيرة في بلدها، هاري هلمسلي طلق زوجته الذي قضى معها 33 عاماً ليتزوج ليونا في 8 نيسان، كان الزواج عام 1972أنقذ حياة ليونا المهنية.
في أواخرعام 1971، العديد من مستأجرين ليونا رفعوا دعوة قضائيه ضدها، لإجبار المستأجرين شراء وحدات سكنيه.
ربحوا القضية، واضطرت ليونا ليس فقط تعويض المستأجرين، ولكن منحهم عقود الإيجار لمدة ثلاث سنوات. أُوقيفت أيضا رخصتها العقارية عن العمل، لكنها ركزت على إمبراطورية فندق هاري المتنامية.
المبنى الطبي لليونا وهاري هيلمسي، المبنى الرئيسي لمستفى غرنتش يقع في غرنتش في ولاية كونكيت، خضعت تحت تأثيرها، بدأ هاري هيلمسي برنامج تحويل المباني السكنية إلى شقق خاصة. وقال انه ركز في وقت لاحق على الصناعة الفندقية، بنى هلميسي قصر على شارع ماديسون أفينيو. بنى ت عائلة هيلمسلي إمبراطورية العقارات في مدينة نيويورك بما في ذلك 230 حديقة في الأفينيو، ومبنى امباير ستيت، ومجمع التيودور السكني في الجانب الشرقي من منهاتن، ومشروع الإدارة والتأجير. طور الزوجان الممتلكات التي تشمل فندق حديقة لين (نيويورك)، فندق نيويورك هيلمسلي، فندق قصر هيلمسلي، والفنادق في ولاية فلوريدا وغيرها من الولايات. مع بداية عام 1989، كانت ليونا هليمسلي تسيطر على ثلاثة وعشرين فندق وكانت هذه الفنادق تعد من سلسلتها المباشرة.
امتازت ليونا هيلمسلي في حملة إعلانية تصور لها باعتبارها «ملكة» التي لاتريد إلا الأفضل لضيوفها. كانت معاملة ليونا السيئة سببا لفصل الموظفين، وكانت ليونا هلمسلي معروفه في الصراخ والشتائم والكلام والبذاءات.
في 31 مارس عام 1982، توفي ابن ليونا الوحيد (جاي بانزيرير)، بنوبة قلبية ناتجة عن عدم انتظام ضربات القلب..
ميمي، أرملة ابنها التي عاشت في ممتلكات ليونا، تلقت إشعار الإخلاء بعد فترة قصيرة من جنازة جاي. ربحت ليونا الدعوى واخذت المال الذي يقدر 164.092 الذي زعم ابنها انه دينها هذا المبلغ.

## الإدانة بالتهرب الضريبي
وعلى الرغم من ثروة هيلمسلي الهائلة (القيمة الصافية تساوي أكثر من مليار دولار) وكانت تعرف أنها تعارض الدفع للمقاولين والموردين. واحده من هذه النزاعات أثرت عليهم.
في عام 1993 عائلة هيلمسلي قامت بشراء «دونالين هال» الذي يتضمن 21 غرفة في غرينتش في ولاية كونيتيكت، لقضاء عطلة نهاية الأسبوع فيه. وتبلغ تكلفة الممتلكات 11 مليون دولار، ولكن عائلة هليمسلي أرادوا أن يجعلوه فاخراً أكثر مما كان عليه من قبل. جيراما ماكثري، هو المهندس التنفيذي لهلميسلي، وقد وضعته ليونا رئيس لهذه العملية. مكارثي يدعِي أن ليونا طالبت مراراً وتكراراً أن يوقع الفواتير بطريقة غير شرعية تشمل النفقات الشخصية. نقلاً عن ما ذُكر في مقالة رانزدل بيرسون «ملكة الوضاعة» عندما رفض مكارثي أن يوقع، انفجرت عليه هيلمسلي وصرخت قائلة «أنت لست شريكي» ستوقع ما أقول لك أن توقع.
وبلغت قيمة فاتورة إعادة البناء 8 مليون.وكان الزوجان لايردون الدفع. قام مجموعة من المقاولين برفع دعوى ضد الزوجان لأنهم لم يدفعوا، في نهاية المطاف دفعوا لهم معظم الديون. في عام 1985 وخلال هذه المقاضاة كشف المقاولون أن معظم عملهم كان غير قانوني على حساب فنادق هيلمسلي كنفقات تجارية. وشملت أعمالهم قاعة رقص بقيمة مليون دولار وساعة من فضة وطاولة من خشب الماهوجوني. أرسل المقاولين كومة من الفواتير المزورة لصحيفة نيويورك بوست لإثبات أن عائلة هلمسيلي كانوا يحاولون الهروب من دفع الالتزامات الضريبية. أدت قصة صحيفة بوست إلى التحقيق الجنائي الفيدرالي. في عام 1988 اتهم المحامي الأمريكي رودي جولياني زوج هليمسلي واثنين من شركائه بعدة تهم متعلقة بالضرائب والابتزاز أيضا.
أُخرت المحاكمة حتى عام 1989 بسبب العديد من الاقتراحات التي كتبها محامي هليميسلي للمحكمة وأكثر هذه الاقتراحات كانت متعلقة بصحة «هاري». وكان قد بدأ ضعيفا بعد وقت قصير من بداية علاقته مع ليونا هلمسلي لسنوات، وكان يعاني مؤخرا بجلطة في الدماغ وأيضا مرض القلب المصاب به من قبل. في نهاية المطاف، حُكم بأنه عقليا وجسديا غير صالح للمحاكمة، وكانت ليونا تواجهة الاتهامات وحدها.
وفي المحاكمة قال باول روفينيو، وهو الرئيس التنفيذي السابق لفندق هيليمسلي سبير، أنه رفض توقيع الفواتير المزورة لإصلاحات قد عُملت في قصر هلميسلي في كونيتيكت والتي أُضيفت إلى فواتير الشركة بطريقة غير مشروعة. قال روفينيو والذي كان متورط بالمشاركة مع هلميسلي من خلال إدارة خدمات الضيافة، أن ليونا طردته من العمل عدة مرات في مناسبات مختلفة لأنه رفض توقيع الفواتير، ولكن هاري كان دائماً يقول له لاتهتم لها وارجع إلى العمل. هناك شاهد أساسي تُدعى اليزابيث باوم وهي مدبرة منزل هلميسلي السابقة، روت هذه المحادثة مع هليمسلي بعد تعينيها بأربعة أو ستة أسابيع في سبتمبرعام 1983 قالت لها: «لابد أنك تدفعين الكثير من الضرائب.» فقالت لها ليونا:«نحن لا ندفع الضرائب الناس الضعفاء فقط هم من يدفعونها.» اليزبث باوم مدبرة المنزل السابقة عند هيلمسلي، أكتوبر عام 1983.
نفت هيلمسلي قولها هذا. شهد موظفوا هيلمسي السابقون في المحاكمة أنهم كانوا يخافون منها ويذكر أحدهم كيف طردتة أثناء قياسيها لأحد الفساتين. ورأى معظم المراقبين القانونيين أن عدائية شخصية هيلمسلي المؤذية، سبب في نفور المحلفين.
أُدينت هيلمسلي في 30 أغسطس وحكم عليها بالسجن للاحتيال والتآمر على الولايات المتحدة، وثلاثة تهم كانت تتهرب من دفع الضرائب، وثلاث أخرى كانت بسبب تقديم عائدات ضريبية خاطئة وستة عشر منها كانت بسبب المساعدة في تزوير العوائد الضريبية للشركة والشركاء، وعشرة تهم بسبب الاحتيال الإلكتروني.
وقد بُرأت من تهمة الابتزاز التي كانت قد توصلها إلى السجن لبقية حياتها. بدلا من ذلك حُكم على هيلمسلي 16 عام في السجن، في نهاية المطاف قُللت فترة سجن هيلسملي بعد ما أٌبرأت من تُهمها ما عدا ثمانية منهم. ومع ذلك، عندما أُصدر حكمها بالسجن انهارات خارج مبنى المحكمة. شُخصت حالتها في وقت لاحق عدم انتظام ضربات القلب وارتفاع ضغط الدم.
محامي هيلمسلي الجديد وهو «آلان ديرشويتز» قرر أن يستأنف الحكم. بعد الإستئناف الذي بسببه قُلل الحكم، أُمرت أن تقدم تقريراً للسجن في يوم الضرائب الموافق 15-1992.. كان رقمها مسجل في مكتب اتحاد السجون 054-15113، أطلق سراحها من السجن في جانيوري 26 عام في 1994 بعد أن قضت 18 شهراً في السجن.

## بعد السجن
قضت هيلمسلي أعوامها الأخيرة في عزلة، وخاصة بعد وفاة «هاري» في سنة 1997. وقد تركت ليونا جميع ثروتها ومنها فنادق هيلمسلي ومبنى إمباير ستيت، تقدر قيمتها بأكثر من 5 مليارات دولار.
كان لديها القليل من الأصدقاء منهم، باترك وارد وإميلدا ماركوس وروديقو هاندل ووعائلة نوريقا وكاثي وريك هيلتون.. صدر في عام 2001 في صحيفة شيكاغو سن تايمر أنها تعيش بعيدة عن أحفادها وأن لها القليل من الأصدقاء وأنها تعيش وحدها في شقة فخمة مع كلبها.. وفي عام 2002، رفع تشارلز بيل، دعوى ضد هيلمسلي وهو موظف سابق عند هيلمسلي، الذي زعم بأنه طردتة فقط لكونة شاذاً جنسياً. وافقت هيئة المحلفين وأمرت هليمسلي بدفع 11.200.000 دولار لبيل وفقاً للأضرار التي ألحقت بها. خفض القاضي المبلغ إلى أن وصل إلى 554,000 دولار.
أجبرت على التخلي عن سيطرة إمبراطورية الفندق، ولأن معظم فنادقها تحتوي على حانات، نيويورك لاتسمح للمجرمين المُدانين بأخذ تراخيص الكحول. عاشت السيدة هيلمسلي عامها الأخير في شقة فاخرة في قمة فندق بارك لين المطلة على سنترال بارك.
على الرغم من أن هلمسلي كانت تعرف باسم «ملكة الوضاعة»، وكانت كريمة في بلدها في المساهمات الخيرية بعد انتهاء مدة سجنها. بعد 11 سبتمبر 2001، تبرعت هلمسلي ب 5 ملايين دولار لمساعدة أُسر رجال الإطفاء في مدينة نيويورك. شملت مساهمات أخرى مبلغ 25 مليون دولار لمستشفى نيويورك المشيخي الجديد للبحوث الطبية.

## وفاتها
توفيت ليونا هيلمسلي بسبب قصور القلب الاحتقاني في سن 87، في 20 أغسطس 2007، في قاعة دونيلين، في منزلها في الصيف في غرينتش في ولاية كونيتيكت.. وصل مرض القلب والأوعية الدموية إلى عائلتها وأخذ منهم والدها وابنها وأختها.. وبعد أسبوع وفي مقبرة فرانك إي كامبل، كانت مدفونة بجانب هاري هيلمسلي في ضريح شيد مقابل 1.4 مليون دولار وأقيم ¾ فدان في مقبرة سيليبي هولو، ستشستر، نيويورك. تميز ضريحها بسمات منها: ثلاثة شبابيك من الزجاج الملون كجزء لا يتجزأ من الجدار، بأسلوب لويس تيفاني، والتي تبين أفق مانهاتن.
يقع ضريح هاري هلمسلي في سليبي في مقبرة هولو.
تركت هيلمسلي الجزء الأكبر من ملكيتها والتي تقدر بأكثر من 4 مليارات دولار لصندوق ليونا وهاري هيلمسلي الخيرية. بالإضافة إلى توصياتها لكلبها المباشرة في وصيتها، قد تركت تعليمات أخرى منفصلة عن الوصية، أن يستخدم مايقارب قيمة مليار من 5 إلى 8 دولار لصالح الكلاب. وقد حكمت المحاكم أن الوصية ليست ملزمة قانونيا لرغبات منفصلة عن وثائق الوصية الأساسية.
تركت الوصية لكلبها «تربل» في الصندوق الاستماني بملغ 12 مليون دولار.. لاحقا، تم تخفيض هذا المبلغ إلى مليوني دولار لأنه مبلغ كبير جداً لتحقيق الغرض. في مجلة الثروة وفي مقال 101 وصف قرارها كأغبى ثالث قرار، وأغبى لحظات التجاة في عام 2007.
عاش الكلب تربل في ولاية فلوريدا مع كارل ليكيك، وهو المدير العام لفندق هيلمسلي ساندكاسل، مع تلقيهم عدة تهديدات بالقتل. ذكر ليكيك الذي يعتني بالكلب تربل، تُصرف مليونَي دولار للإعالة الكلب تربل لمدة تصل إلى أكثر من 10 سنوات، بأن يدفع سنوياً100,000 دولار لتوفير الأمن على مدار24 ساعة، و 8,000 دولار للعب، و 1,200 دولار للطعام. دفع ليكيك 60,000 دولار كرسوم للوصية. توفي تربل في سن الثانية عشرة في ديسمبر 2010، وماتبقى من المال عاد إلى صندوق الإستئماني الخيري لليونا «م» وهاري«ب». على الرغم من رغبة هيلمسلي بأن يدفن معها كلبها في الضريح، إلا أن قانون ولاية نيويورك يمنع دفن الحيوانات الأليفة في مقابر البشر لذا فقد أحرقوا الكلب بعد وفاته.
تركت 15 مليون دولار لشقيقها ألفين روزينتال.
كان لهيلمسلي أربعة أحفاد. اثنان منهم أخذوا 5 ملايين دولار لكل واحد منهم من الرصيد الإتماني، و 5 ملايين دولار نقدا بشرط أن يزورو قبر والدهم مرة كل سنة. سيكون هناك توقيع على دفتر ليثبت أنهم قد زاروا القبر. أما حفيديها كريج وميقن بانزيرير لم يتلقى منها أي شي.
في حكم نُشر في 16 جون عام 2008، قضت محكمة منهاتن بقيادة القاضي ريني روث أن هيلمسلي عندما كتبت وصيتها لم تكن بعقلها. وبالتالي، خفضت المحكمة المبلغ من الصندوق الإستئماني لكلبها من 12 مليون دولار إلى مليونَي دولار. من هذه العشرة ملاين دولار والتي كانت لتربل، أُضيفت أربعة ملاين دولار إلى الصندوق الخيري، أما الستة ملاين دولار فقسمت بين كريج وميقان اللذان حُرما في الوصية.. يتطلب هذا الحكم من ال بانزيرير أن يصمتوا عن خلافاتهم مع جدتهم وأن يرسلوا للمحكمة كل الوثائق التي بحوزتهم ضدها. وقد زُعم أنها لم تذكرهم في الوصية، لأنها لم تكن تعرف أسماء أبنائهم بعد وفاة زوجها الأخير.
وأيضاً تركت هيلمسلي 100,000 دولار لسائقها نيكولاس سيليا.